# Carlos Burle
Carlos Alberto Burle Filho (Recife, 9 de Novembro de 1967) é um surfista brasileiro, campeão Mundial em Ondas Gigantes.
Burle chamou a atenção do mundo em novembro de 2001, em Mavericks, na Califórnia, quando surfou a maior onda já registrada até a época, com 68 pés (cerca de 22 metros). Mas este feito só foi possível graças ao Tow-in, uma modalidade introduzida ao surf. Para isso, Burle contou com a experiência de outro big rider (surfista de ondas gigantes) para rebocá-lo, o também pernambucano Eraldo Gueiros.
Em 1998 na perigosa onda de Killers, na Baía de Todos os Santos, México, Burle sagrou-se Campeão Mundial de Ondas Grandes na remada, sem auxilio do Jet ski, competindo contra grandes nomes como o australiano Ross Clarke-Jones e o havaiano Brock Little.

## Perfil
Ainda adolescente ele preferia ficar no mar, foi quando descobriu que seu maior compromisso era com o surfe, um esporte que proporciona uma total comunhão com a natureza. Hoje, Carlos Burle é um caçador de ondas gigantes, sinônimo de conquistas dentro e fora d'água para o esporte brasileiro - uma referência para todos que iniciam no surfe. Ele contribuiu para a profissionalização e a criação de novas modalidades dentro do seu esporte. Um exemplo é o tow in, onde o surfista é rebocado pro um jet ski para descer ondas enormes, ultrapassando os limites do que era possível e imaginável até seu surgimento. Além do free surf, estilo que permite ao surfista viajar em busca de ondas perfeitas sem o compromisso com competições, carreira em que ele foi o primeiro do Brasil e um dos primeiros do mundo a seguir
Ele, aos 48 anos, já conquistou os principais títulos dentro do seu esporte. Em 1998, no primeiro Campeonato Mundial de Ondas Grandes na Remada, disputado em Todos os Santos, no México, sagrou-se campeão pela primeira vez. Na Califórnia, em 2001, surfou a maior onda de sua vida, e a maior do mundo até então, com 22,6 metros, em um local conhecido como Mavericks, algo inacreditável para a época. Este feito lhe rendeu uma menção no Guinness Book of Records e o título daquela temporada no XXL, o Oscar do surfe em ondas grandes. Foi o primeiro brasileiro, com o parceiro Eraldo Gueiros, a surfar a onda oceânica de Cortes Bank, a 100 milhas da costa de San Diego. Foi, até hoje, o único brasileiro a participar do Eddie Aikau, evento de ondas grandes que é realizado no berço da modalidade, a Baía de Waimea, na Ilha de Oahu (Havaí), e que é para atletas convidados - em sua lista principal estão apenas os 28 mais respeitados pela comunidade do big surf. E, sagrou-se campeão do primeiro circuito mundial de ondas grandes na remada, na temporada 2009/2010. Devido a estes - e outros - feitos tão importantes, Burle quebrou barreiras e paradigmas que o surfe brasileiro enfrentava.
Foi capa de importantes publicações no globo, como o jornal O Globo, foi o primeiro surfista a ir ao Domingão do Faustão da Rede Globo, figurou em inúmeras capas de revistas internacionais, entre elas a Surfer, mas importante publicação do segmento no mundo, o que nunca havia acontecido para um surfista brasileiro, além de participar em telejornais como colaborador, quando - do Havaí - mandou notícias sobre as tsunamis que ameaçam chegar ao local. Toda a experiência adquirida ao longo de sua carreira, dentro e fora d'água, fez com que Burle chegasse a ser contratado como palestrante no universo corporativo, falando para empresas como Braskem, Volkswagen, Vale, Net, entre outras. Do Japão à África do Sul, passando por Havaí, Califórnia, Chile, Peru, Irlanda, Taiti, ou onde quer que uma grande tempestade se anuncie, gerando grandes ondas, que iniciam novos desafios e limites a serem ultrapassados, é onde ele se planeja para estar. Sendo um dos poucos surfistas do mundo a ter pego grandes ondas nos 6 continentes do planeta Terra. Um verdadeiro ícone do esporte no país.
Carlos e sua esposa Ligia ao vivo no Havaí com seus dois filhos Iasmin e Reno Koi.

## Títulos
- Campeão do Billabong Pico Alto - Primeira etapa do circuito BWWT - 2012
- Campeão do Mormaii Tow In Pro, na laje do Jaguaruna em S.C - 2011
- Campeão mundial de ondas grandes na temporada 2009/2010 - BWWT (Big Wave World Tour)
- Terceiro colocado no Red Nose Tow In Championship International 2008, diputado na praia de Maresias, em São Paulo.
- Vice campeão do Red Bull Big Waves Africa 2008.
- Convidado para o Quiksilver Big Wave Invitational In Memory Of Eddie Aikau na temporada 2007/2008.
- Vice campeão do primeiro circuito mundial de Tow In, na temporada 2006/2007. Organizado pela APT - Association of Professional Tow Surfers.
- Segundo colocado no Bank of Hawaii North Shore Tow-in Surfing Championship, válido pela primeira etapa do tour mundial 2007 de tow-in da APT(Association of Professional Towsurfers), realizado na ilha de Oahu, Hawaii, em 15 de Fevereiro de 2007.
- Campeão do Mormaii Tow In Pro, na laje do Jaguaruna em S.C., primeiro campeonato de Tow In no Brasil em Junho de 2006.
- Campeão do Red Bull Big Waves Africa 2005, Categoria Overall Performance.
- Segundo lugar no Tow Surfer Awards 2003/2004, Categoria maior onda da temporada.
- Terceiro lugar no Red Bull Big Waves Africa 2003, Cidade do Cabo, Africa do Sul.
- Campeão do Primeiro Desafio Brasileiro de Ondas Grandes - Praia de Grumari/ RJ - Agosto/ 2003
- Terceiro lugar no Red Bull Big Wave África - Cidade do Cabo/ África do Sul - Junho/ 2003
- Participou da Expedição Pororoca - Surfando o Amazonas (Março/ 2003). O evento Red Bull contou com, além de Carlos Burle, os surfistas Ross Clarke-Jones, Eraldo Gueiros e Picuruta Salazar, totalizando sete dias de free surf na Amazônia
- Campeão Mundial do Nissan XXL 2002 - Maior onda surfada na temporada com 68 pes(22 metros), e considerada a maior onda já registrada de todos os tempos ate então.
- Terceiro lugar no WORLD CUP TOW IN - Jaws - Hawaii - 2002
- Segundo lugar no BIG TRIP 2002
- Convidado para participar do Red Bull Reef Seekers, o primeiro campeonato de Tow-in no mundo, realizado nas perigosas e geladas águas da Tasmânia, na Austrália - 2000
- Convidado para o SWATCH WAVE TOUR, na Flowrider, piscina de ondas movel - Noruega 2000
- Convidado alternate para o Quiksilver Maverick's - Califórnia 1999/2000
- Convidado para o Eddie Aikau - Hawaii 1999/2000
- Convidado como alternate para o Quiksilver Maverick's 99/00 - Califórnia
- Bicampeão Campeonato Interativo SPORTV 98/99
- Campeão Mundial de Ondas Grandes na remada - na Baia de Todos os Santos, México, em 1998.
- Integrante da equipe no desafio BRASIL - USA Fernando de Noronha 98
- Surfou em 97 a maior onda já fotografada no Backdoor de Pipeline - Havaí
- Convidado para o WCT - Quicksilver de G-land 95 (atleta mais votado pelos leitores da revista Fluir)
- Surfou no inverno de 92 a ONDA do SÉCULO ate então em Off the Wall - Hawaii
- Campeão do BIG WAVE CHAMPIONSHIP, campeonato de ondas grandes patrocinado pela CLARK FOAM - Itacoatiara/RJ 1994.
- Campeão Ruffles Big Waves, campeonato brasileiro de ondas grandes - Itacoatiara/RJ 1990

## Patrocinadores
Redley, Red Bull, Mormaii, Mitsubishi, SkolUltra, BodyTech, Bibi Sucos, Teccell